# Antonio Marras
Antonio Marras (Alghero, 21 gennaio 1961) è uno stilista, costumista e artista italiano.

## Biografia

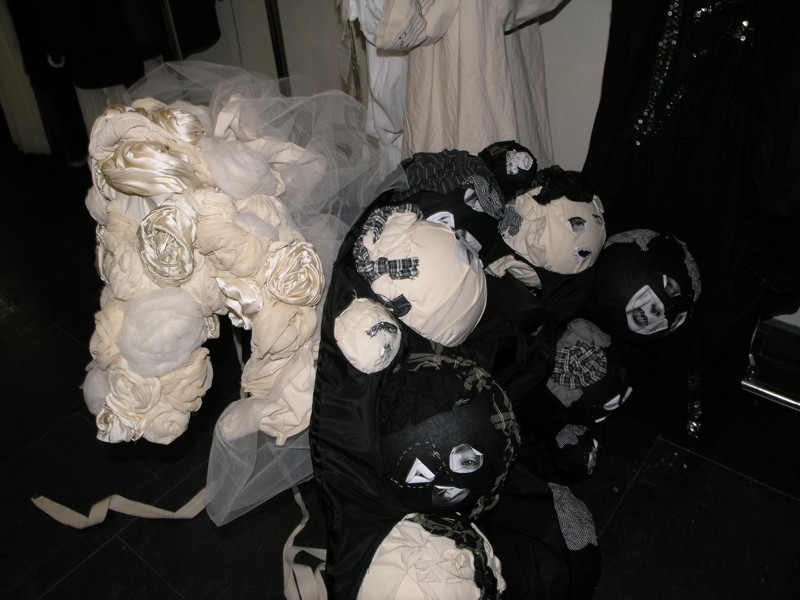
I costumi creati da Antonio Marras per il musical Orfeo ed Euridice

Antonio Marras nasce ad Alghero, dove vive e lavora in una fattoria laboratorio creativo presso le campagne a sud di Alghero. È sposato con Patrizia Sardo con cui condivide la gestione delle sue attività e hanno due figli.
Nel 1987 disegna la sua prima collezione. Nel 1991 viene selezionato per sfilare durante l'Alta Moda a Roma. L'anno dopo a Parigi presenta la collezione Le nuvole.
Dal 1996 al 1998 sfila a Roma con l'Alta Moda e dal 1998 disegna Sans Titre, etichetta che presenta solo camicie bianche.
Fin dalle prime esperienze nella moda Marras si distingue per le sue sperimentazioni, per la sua capacità di “sentire” le realtà differenti intorno a lui, le commistioni con l'arte, con la musica, con la danza, con il teatro, con il cinema: la moda, per lui, è il legame con gli altri linguaggi, un nuovo alfabeto che può comunicare con gli altri.
La prima collezione di prêt-à-porter donna con il suo nome sfila a Milano nel 1999 seguita da quella uomo nel 2002.
Nello stesso anno, in occasione della presentazione della monografia di Cristina Morozzi dedicato al suo lavoro, con fotografie di Berengo Gardin, progetta, nello spazio Cappellini di Milano, un'installazione composta da vecchi letti di ferro, frac e giacche nere vintage, camicie bianche profumate di lavanda. È del 2002 il progetto, per la galleria romana AMM, condotto insieme al fotografo Salvatore Ligios, Circolo Marras. Un gruppo di abitanti di Lodine, piccolo paese sardo, posa indossando abiti del designer.
Nel 2003 viene nominato direttore artistico di Kenzo e nell'anno successivo viene presentata a Parigi la prima collezione Kenzo firmata Antonio Marras (la collaborazione finisce nel 2011).
Lo stilista è il primo fashion designer a essere ospitato all'interno della prestigiosa Fondazione Sandretto Re Rebaudengo di arte contemporanea di Torino.
Nel 2008 disegna e realizza i costumi per il musical Orfeo ed Euridice di Nicola e Gianfranco Salvio, rappresentato presso il Palacongressi di Alghero il 31 maggio del 2008
Nel 2009 realizza i costumi per lo spettacolo di Luca Ronconi Sogno di una notte di mezza estate.
Nel 2012 inaugura il concept store Nonostante Marras con una mostra di Claudia Losi.
Nel 2015 in occasione della 65ª edizione del Festival di Sanremo Marras realizza per Bianca Atzei, in gara quell'anno, quattro diversi abiti, uno per ogni serata. Il sodalizio artistico tra i due continua, tant'è che la Atzei è solita indossare i suoi abiti in più occasioni. Nel 2017, durante la 67ª edizione del Festival, viene replicato l'esperimento, con quattro nuovi abiti realizzati per l'occasione.
Nel settembre del 2022 viene annunciato che l'80% della sua società è stata acquisita dal Gruppo Calzedonia di Sandro Veronesi con Marras che mantiene la carica di direttore creativo. Successivamente il Brand Calzedonia viene sostituito dal nuovo nome Oniverse, anagramma del nome Veronesi.

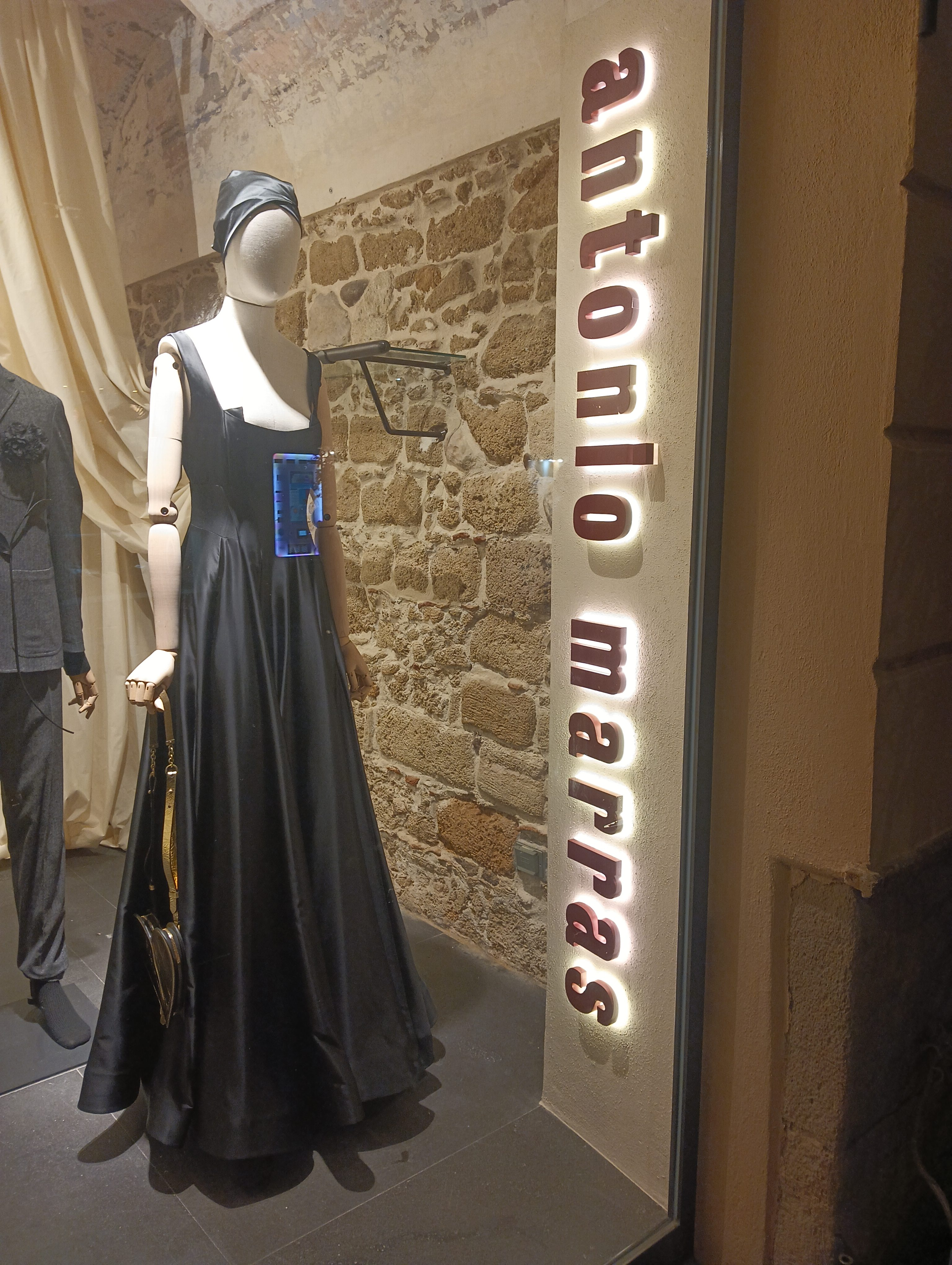
Vetrina negozio Antonio Marras di Alghero - collezione inverno 2024-2025

## Talento artistico
Marras attraversa tutte le declinazioni della cultura visiva, dalle decorazioni ai dettagli provenienti da epoche e mondi apparentemente inconciliabili. Le sue icone sono figure anarchiche e irregolari, impossibili da classificare: sceglie infatti personaggi di grande carattere come ispirazione per le sue collezioni: Eleonora d'Arborea, Adelasia di Torres, Annamarie Schwarzenbach, Rina de Liguoro, Tina Modotti, Amelie Posse Bràzdova.
È conosciuto per la sua curiosità intellettuale e per la sua ricerca sempre lontana dagli stereotipi della moda. Nella sua visione, anno dopo anno, le sue creazioni parlano dell'identità, di esiliati e rifugiati, del multiculturalismo, del mondo e del destino.
La sua ribellione contro gli estremismi e la “purezza” è un tratto distintivo della sua ricerca che spazia dalla moda, all'arte, al teatro, all'architettura e al design.

## Mostre
Nel 2003 allestisce lI Racconto della Forma, la sua prima mostra, nell'ex saponificio Masedu di Sassari: la sua poetica è raccontata attraverso abiti, disegni, fotografie, video e installazioni. Successivamente dà il via ad Alghero al progetto Trama Doppia: una serie di mostre con cadenza annuale che vedono il designer confrontarsi ogni volta con un artista; la prima edizione Llencols de aigua prevede la collaborazione di Maria Lai. 
La seconda, nel 2004, dal titolo Uno più uno meno, è con Claudia Losi. La terza, Minyonies, del 2005, nata da una riflessione sull'infanzia, coinvolge un gruppo di artisti. La quarta ed l'ultima edizione, Noi facciamo. Loro guardano, del 2006, vede la partecipazione di Carol Rama.
Nel 2006 la Fondazione Sandretto Re Rebaudengo di Torino ospita la mostra fotografica Antonio Marras, dieci anni dopo.
Nel 2009 in occasione del Salone del Mobile cura una mostra dal titolo La Bea per Il Sole 24 Ore.
Partecipa nel 2011 alla Biennale di Venezia con un'installazione nel Padiglione Italia dal titolo Archivio Provvisorio.
A settembre 2012 cura l'allestimento al Mart di Rovereto della mostra di Lea Vergine Un altro tempo. Nel dicembre dello stesso anno è, insieme a Lucia Pescador, protagonista della mostra Vedetti, credetti, a cura di Francesca Alfano Miglietti.
Nel 2014 la mostra The Game, Antonio Marras/Andreas Schulze alla Galleria Case d'Arte di Milano, e la sua presenza alla mostra collettiva IOèTE, Milano-Londra.
A settembre 2015 firma l'allestimento della mostra Sguardo di donna, alla Casa dei Tre Oci di Venezia.
Dal 22 ottobre 2016 al 21 gennaio 2017, è stata allestita la mostra Antonio Marras: Nulla dies sine linea, a cura di Francesca Alfano Miglietti, Triennale di Milano.
Dall'8 dicembre 2019 all'8 marzo 2020, a Matera, presso il Museo nazionale d'arte medievale e moderna della Basilicata di Palazzo Lanfranchi organizzata la mostra Trama doppia, con Maria Lai e Antonio Marras.
Dal 21 maggio 2022 la mostra progettata da Antonio Marras per anticipare l'apertura della Sezione Etnografica del Museo Nazionale Archeologico ed Etnografico “Giovanni Antonio Sanna” di Sassari presso lo spazio del cosiddetto Padiglione Clemente.
Dal 27 giugno al 27 luglio 2024, è stata allestita a Roma, nella boutique Antonio Marras di via dei Condotti, la mostra Linea d'ombra con disegni con foto e video dell'artista-stilista Antonio Marras.

## Premi e riconoscimenti
- 2001 – Premio Francesca Alinovi[31], oggi Premio Alinovi Daolio
- 2013 – Laurea Honoris Causa in Arti visive dall'Accademia di Belle Arti di Brera[32]
- 2015 - Milano Design Award 2015[33]
- 2020 - Tao Award Excellence per la moda[34]
- 2022 - Alfiere del made in Italy nel mondo[35]